# Leva operativa
La leva operativa (o operating leverage) è un indicatore di struttura della gestione operativa di un'impresa, dato dal rapporto fra il reddito e il valore della produzione, con riferimento a uno specifico investimento o a un insieme di attività. In particolare il grado di leva operativa indica la sensibilità del reddito alla variazione dei ricavi.
{\displaystyle LevaOperativa={Fatturato-CostiVariabili \over RedditoOperativo}\cdot }
che si può esprimere anche come il rapporto tra il margine di contribuzione e il risultato operativo, che a sua volta è dato dalla differenza tra margine di contribuzione e costi fissi.
{\displaystyle LevaOperativa={Mdc \over RedditoOperativo}={Mdc \over Mdc-CostiFissi}}
Rappresenta quindi un importante indicatore del rischio a cui l'impresa si espone rispetto alla possibilità di subire delle perdite in conseguenza di una diminuzione del fatturato. Infatti se la Leva Operativa è pari ad 1, significa che l'azienda non ha costi fissi ed una diminuzione del fatturato non causa perdite. Viceversa, un elevato valore di Leva operativa implica che una diminuzione di fatturato espone l'azienda ad un elevato rischio.